# Château de Condat
Ne doit pas être confondu avec Château de Condat (Condat-sur-Vézère).
Le château de Condat est situé sur la commune de Bouziès, dans le département du Lot.

## Historique
À la fin du Moyen Âge, le château était une « borie », c'est-à-dire une exploitation agricole noble. Elle appartient à la famille de Saint-Géry. En 1503, au moment du dénombrement du ban et de l'arrière-ban, Antoine de Saint-Géry, reconnaît la possession de la borie.
Le château est la possession de la famille Balaguier au XVIIe siècle. 
Il est acquis en 1776 par Pierre de Maleville. Le 28 octobre il a acheté aussi le fief de Conduché, Pech la rive, Soumeroque, Saint-Cirq et diverses rentes. En 1786, Pierre de Malleville est dit seigneur de Condat, Conduché, et Bouziès. 
Le château a été inscrit au titre des monuments historiques depuis le 14 mai 1987.

## Description
Le petit château est composé de deux corps de logis disposés perpendiculairement. La présence d'arrachements peut laisser penser qu'il y ait eu une autre aile.
On peut voir une grande fenêtre à meneaux sur la façade est. Deux fenêtres à croisillons se trouvent sur la façade sud.
On le dit hanté.[réf. nécessaire]